# Diakonissenheim (Bratislava)

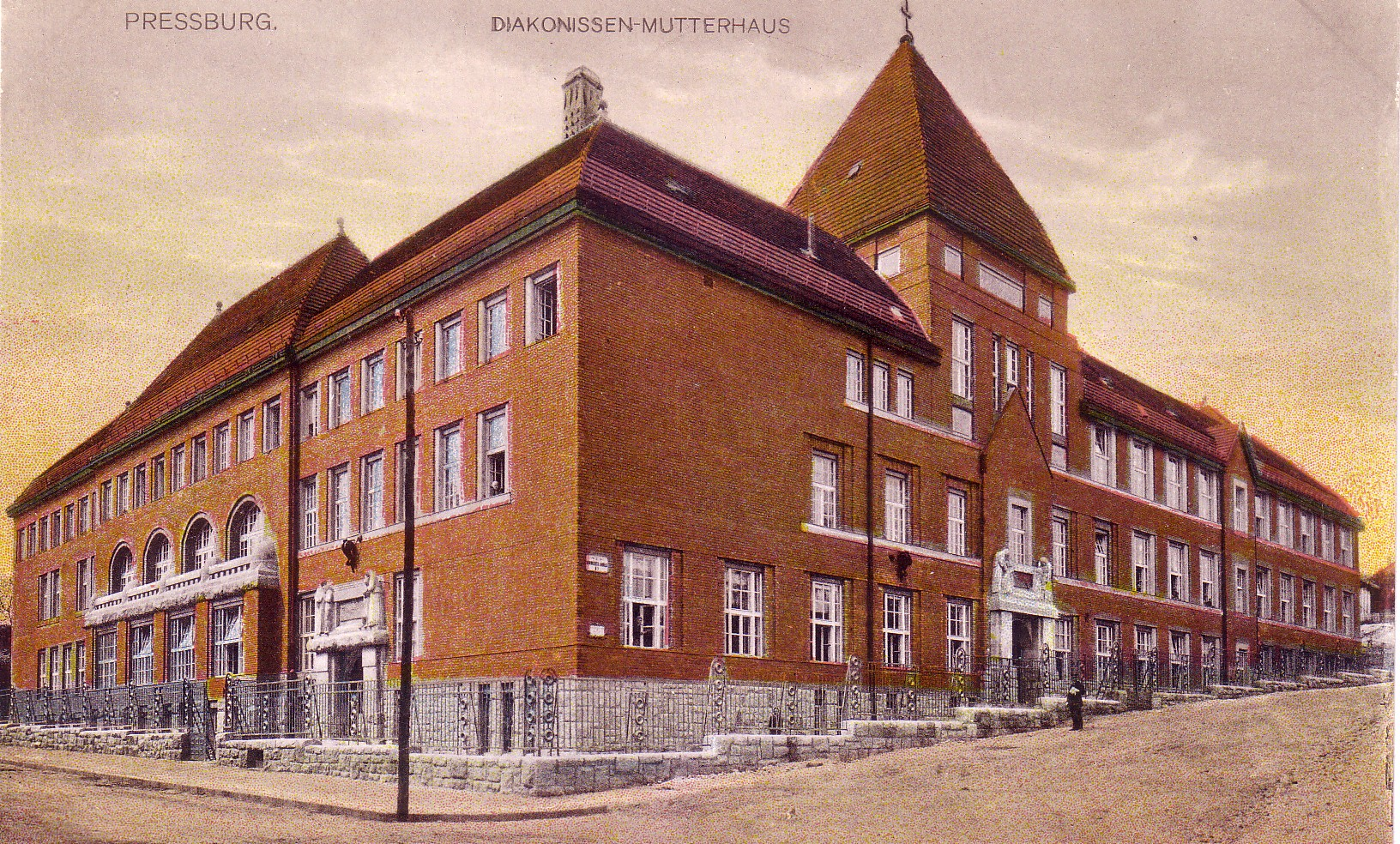
Das Diakonissenheim am Palisadenweg zu Preßburg (ursprünglicher Zustand)

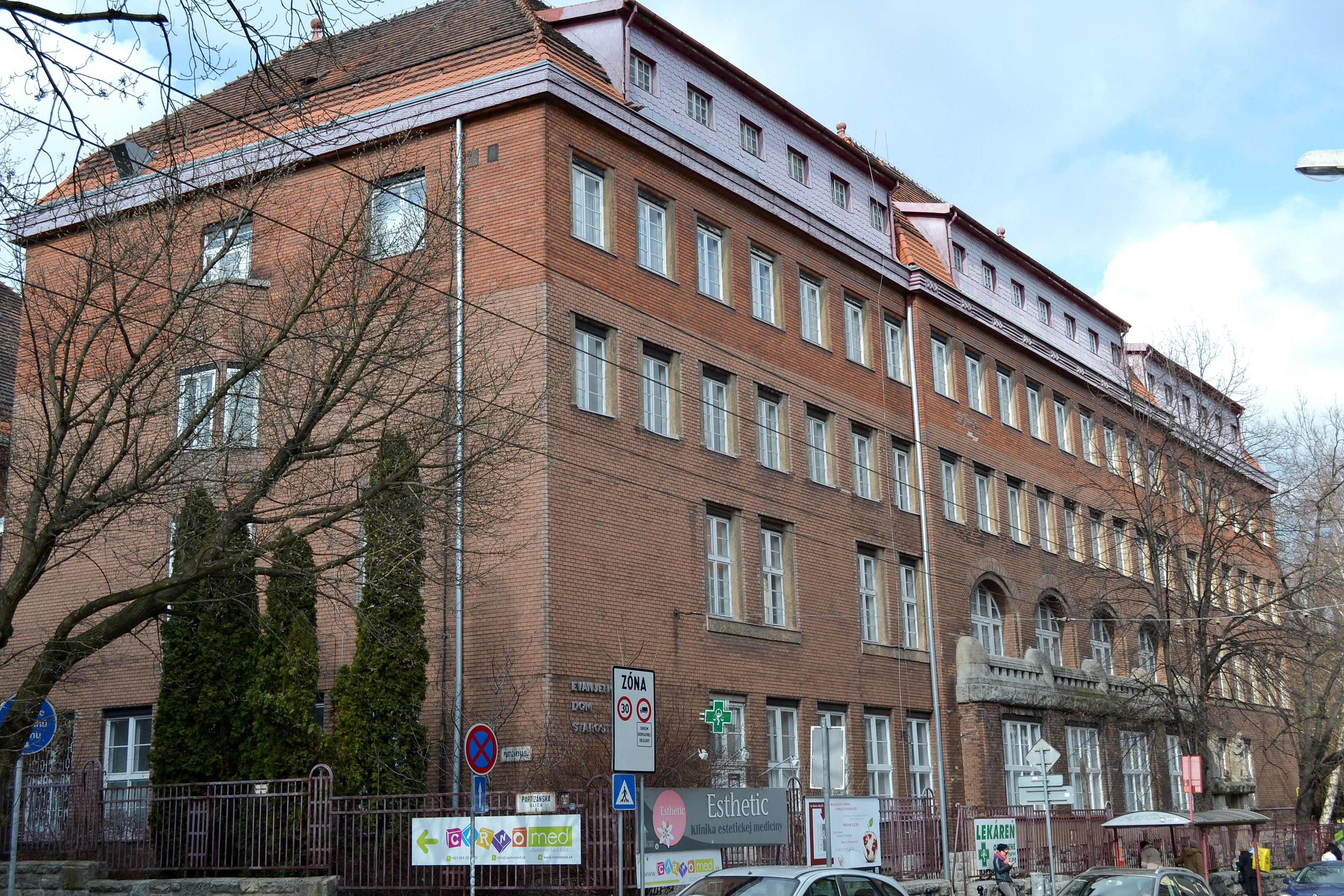
Das Diakonissenheim im Jahre 2014

Das Diakonissenheim in Bratislava wurde 1891 gegründet und 1951 liquidiert. Seit 2007 wird an einer Wiedereröffnung der großenteils baufälligen Gebäude gearbeitet.

## Beginn der diakonischen Arbeit in Bratislava
Unter dem Einfluss des Pietismus setzt im 18. Jahrhundert auch in Bratislava die organisierte Diakonie der evangelischen Gemeinde ein.
Als erste Institution dieser Art ist das „Jeszenáksche Konvikt“ zu nennen, das am 15. Januar 1750 von dem Fürstlich–Eszterházyschen Güterdirektor Johann Jeszenák de Kiralyfia gestiftet wurde. Diese auch als „Kleines Alumneum“ bekannte Stiftung gewährte sechs armen Zöglingen des Preßburger Evangelischen Lyzeums kostenlose Verpflegung und Unterkunft.
Am 2. Mai 1762 stiftete der Arzt Andreas Herrmann einen beträchtlichen Betrag (6000 und später nochmals 10 000 Gulden) für die Gründung eines Heimes für arme „vater- und mutterlose Waisen, Landeskinder deutscher Nation“. Im Verlauf der weiteren Jahre erhielt das Waisenhaus für Knaben verschiedene Zustiftungen von mehreren Wohltätern der Gemeinde. 1794 konnte im „Jeszenákschen Haus“ auf der Nonnenbahn (slow. Panenská ul.) eine Wohnung für 16 Knaben eingerichtet werden. Im Jahre 1805 konnte die Mädchenabteilung des Waisenhauses durch die großzügige Stiftung des Preßburger Patriziers Johann Adam Zechmeister und seiner Ehefrau für 12 Mädchen eröffnet werden. Dieses Mädchenwaisenhaus wurde 1892 von der Diakonieanstalt übernommen.
Das Evangelische Krankenhaus („Krankeninstitut“) geht auf die Stiftung des Preßburger Bürgers Andreas Posch zurück, welcher am 17. Juli 1799 ein Legat in Höhe von 2000 Gulden für „arme kranke Personen“ hinterlassen hat. Aber erst im Jahre 1807 fasste die Gemeinde den Beschluss, ein Krankenzimmer mit zwei Betten für evangelische Mägde einzurichten, welches im November d. J. eröffnet werden konnte. Die Betreuung dieser kleinen Krankenstation übernahm zuerst eine bezahlte Pflegerin, die Ärzte leisteten ihren Dienst unentgeltlich. Diese Kapazität reichte natürlich bei weitem nicht aus, so dass bereits in den Jahren 1810, 1811 und 1824 Erweiterungen vorgenommen werden mussten. Die Finanzierung erfolgte aus zahlreichen Zustiftungen wohltätiger Bürger Preßburgs, aber auch aus Zuwendungen, welche die Gemahlin des Erzherzogs Joseph (des damaligen Palatins von Ungarn) und Wohltäterin der Preßburger Gemeinde, Maria Dorothea von Württemberg regelmäßig spendete. Wegen fortwährenden Platzmangels entschloss man sich 1827, auf der Nonnenbahn einen Neubau zu errichten, welcher im Jahre 1830 zu einem zweistöckigen Bau erweitert wurde. Damit wurde ein Belegungsraum für 20 Betten geschaffen. Im Jahre 1872 erfolgte auf dem Palisadenweg (slow. Palisády) ein neuer Anbau, welcher auf der rückwärtigen Seite an das bestehende Krankenhaus auf der Nonnenbahn angebaut wurde. Dieser neue Komplex wurde am 28. Juli 1872 von Superintendent Ludwig Geduly (1815–1890) feierlich eingeweiht. Mit Einführung der Diakonissenanstalt ging das Krankenhaus im Jahre 1897 in die Verwaltung dieser Anstalt über.

## Gründung der Diakonissenanstalt in Preßburg
Im ehemaligen Königreich Ungarn fiel die Gründung eines Diakonissenheimes erst relativ spät auf fruchtbarem Boden. Durch das karitative Auftreten katholischer Orden angespornt, wurden auch in evangelischen Gemeinden Altungarns Überlegungen angestellt, ähnliche, jedoch evangelische Organisationen zu begründen.
In Preßburg waren es die deutschen Gemeindepfarrer Viktor Freytag (1843–1890) und später sein Amtsnachfolger Gustav Ebner (1846–1925), die sich eingehend mit der Frage der Diakonie und deren Einführung in Preßburg beschäftigten. Auf Ebners Betreiben beschloss die Evangelische Kirchengemeinde A. B. in Preßburg, dem Vorbild deutscher Kirchengemeinden folgend, am 5. Oktober 1890 die Gründung eines Diakonissenhauses. Vom Konvent wurde eine Gründungskommission ins Leben gerufen und die Einleitung einer Haussammlung verfügt, die einen Betrag von 4329 Gulden und 39 Kreuzer einbrachte. Von Anfang an beabsichtigte man die Anstalt so anzulegen, dass sie später „berufen wäre, dereinst ein Mutterhaus für ganz Ungarn zu werden.“ Dieses Vorhaben, in einem damaligen Flugblatt propagiert, konnte später tatsächlich umgesetzt werden.
Da man in Preßburg bislang keine Erfahrungen mit Diakonissen hatte, wandte sich Pfarrer Ebner an seinen Amtsbruder Senior Ludwig Schwarz (1833–1910) vom Diakoniewerk Gallneukirchen. Diese kleine Marktgemeinde in Oberösterreich ist auch heute noch Sitz des bedeutendsten Mutterhauses evangelischer Diakonissen in Österreich.
Das Gallneukirchener Diakonissenmutterhaus war gerne bereit zu helfen. Im Frühling 1891 wurden von dort aus zwei (erste) Schwestern, Therese Maier und Ida von Sääf, nach Preßburg entsandt. Die Anfänge waren natürlich sehr bescheiden. Man hauste in einem von Pfarrer Ebner notdürftig eingerichteten Zimmer im Pfarrhof (ehem. „Kaplanei“) auf der Nonnenbahn. Die eigentliche offizielle Eröffnung erfolgte erst mit dem Amtsantritt der aus Wien entsandten Oberschwester Elisabeth Obermeir. Am 2. August 1891 fand, im Rahmen eines Nachmittagsgottesdienstes die Amtseinführung der Schwestern sowie die offizielle Eröffnung der Anstalt statt. Die Festansprachen wurden von dem aus Gallneukirchen angereisten Ludwig Schwarz sowie Pfarrer Gustav Ebner gehalten. Gleich zu Beginn des Bestehens konnte die Anstalt drei Probeschwestern (Novizinnen) aufnehmen; dies waren Katharina Pauer und Paula Halper aus Preßburg und Marie Lenhardt aus Limbach.
Ziel der Diakonieanstalt war es, Schwestern für den Pflegedienst in der hauseigenen Klinik, aber auch für Dienste außerhalb der Klinik, auszubilden. Die Ausbildung der Schwestern oblag anfangs den drei deutschen Pfarrern der Gemeinde, die auch die Hausandachten zu halten hatten. Die ärztliche Unterweisung übernahm der spätere Inspektor der Gemeinde Matthias Dobrovits (1850–1919). Als Hausordnung führte man die auch in Gallneukirchen geltende vorbildliche Hausordnung des Stuttgarter Mutterhauses ein, die jedoch leicht modifiziert wurde. Der leitende Gedanke der Hausordnung war, das Mutterhaus sowie die Diakonissen als Organ der evangelischen Kirche darzustellen. Am 9. Juni 1895 übernahm Pfarrer und der spätere Senior Carl Eugen Schmidt die geistliche Leitung der Diakonissenanstalt. Diese Arbeit leistete Pfarrer Schmidt – neben seiner umfangreichen Tätigkeit als Gemeindepfarrer und Senior – bis zum Jahre 1942 ehrenamtlich und ohne zusätzliche finanzielle Abfindung. Carl Eugen Schmidt gehört sicherlich zu den bedeutendsten theologischen Gestalten, die das Luthertum nahezu ein halbes Jahrhundert nicht nur in Preßburg, sondern auch im gesamten Lande prägten. Nachhaltig prägte er nicht nur das Gemeindeleben Preßburgs, sondern auch die Diakonie in der gesamten Slowakei. „Die reformatorische Botschaft von der freien Gnade in Christo Jesu und der aus ihr fließende diakonische Dienst barmherziger Liebe bildeten den letzten Sinn meines armen Lebenswerkes“ – so fasste er mit eigenen Worten seinen Lebenslauf zusammen.
Im Laufe der Zeit weiteten die Schwestern ihre Tätigkeit aus; 1892 wurde auch die Leitung des Waisenhauses übernommen, im Jahre 1900 eine eigene Buchhandlung eröffnet, 1905 kam noch ein Frauenhaus hinzu. Weil der Diakonissenberuf an Mangel an Arbeitskräften litt, wurde im Jahre 1904 ein Flugblatt in Deutsch, Ungarisch und Slowakisch erstellt, welches für den Diakonissenberuf innerhalb der Gemeinde werben sollte.
Allmählich richtete das Preßburger Mutterhaus in verschiedenen Städten Altungarns Außenstationen ein. Die erste wurde im Jahre 1895 in Ödenburg eingerichtet. Es folgten Stationen in Eperies (1898), Güns und Rosenau (1899), Leutschau (1903), Modern und Kesmark (1904), Raab (1910) usw. Bis zum Ersten Weltkrieg hatte das Preßburger Haus insgesamt 13 Außenstationen in den verschiedensten Städten der Monarchie.
Als im Jahre 1902 die bisherige Oberin Elisabeth Obermeier in den Ruhestand entlassen wurde, kam die aus der Zips stammende Schwester Mathilde Billnitzer vom Mutterhaus Neuendettelsau nach Preßburg, hier wurde sie am 15. Juli 1906 zur Oberin des Preßburger Hauses berufen.

## Neubau des Diakonissenheimes am Palisadenweg
Bereits zum Ende des 19. Jahrhunderts erwies sich das bestehende Mutterhaus auf der Nonnenbahn (damals Nr. 23) als zu klein. Daher mussten seitens der Kirchengemeinde Überlegungen für einen Neubau angestellt werden. Als Baugrund beabsichtigte die Kirchengemeinde das Grundstück Nr. 4688 in der Flur „Wölferl“ am Palisadenweg anzukaufen. Am 23. November 1899 erging ein Schreiben des Königlich Ungarischen Landwirtschaftsministeriums in Budapest an den für Preßburg zuständigen Abgeordneten des Ungarischen Reichstages Károly Neiszidler, aus welchem zu ersehen ist, dass gegen den Ankauf von 1458 Quadratklafter (= etwa 5208 m²) Bauland durch die Kirchengemeinde (zum Preis von 6 Gulden / Quadratklafter) keine Bedenken bestehen. Die Gemeinde bezahlte daher für das Grundstück rd. 8750 Gulden (= 17 500 Kronen), für die damalige Zeit eine beträchtliche Summe.
Aber der Gemeinde standen für den Bau nicht ausreichende finanzielle Mittel zur Verfügung. Der Bau verzögerte sich dadurch um fast 15 Jahre. Trotz Stiftungen und Spenden, vor allem durch das Gustav-Adolf-Werk und den Martin-Luther-Bund, machte man finanziell nur mäßige Fortschritte. Die Gemeindeglieder wurden immer wieder zu Spenden aufgerufen. So beschrieb die damalige Gemeindezeitschrift Der Friedensbote (Jg. 1904/1905, S. 74) die schlechte finanzielle Lage der Gemeinde und rief zu Spenden auf. Wörtlich hieß es: „…für den dringend nötigen Neubau des Mutterhauses. Mit Müh und Not sind bis jetzt 23 441 Kronen 11 Heller beisammen. Aber was ist das! Damit ist kaum der Dachstuhl des neuen Mutterhauses bezahlt.“
Im Jahre 1910 schien es dann endlich so weit zu sein, dass mit den Planungsarbeiten begonnen werden konnte. Ein „Bauprogramm für das zu erbauende Diakonissenhaus, Waisenhaus und Krankenhaus der evang. Kirchengemeinde A.B. zu Pozsony“ wurde erarbeitet. Demnach sollten drei selbständige Einheiten entstehen, und zwar das:

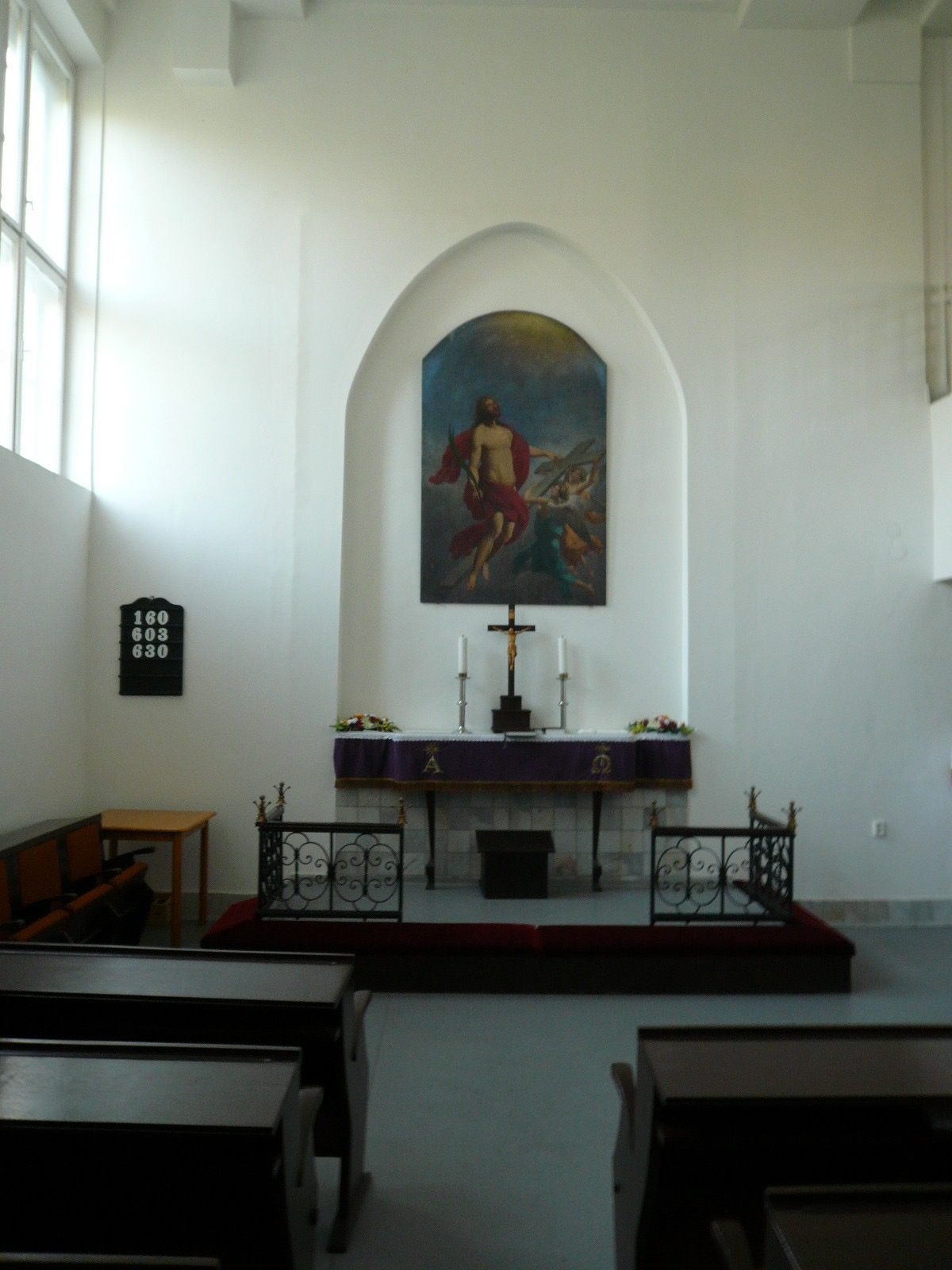
Nach der Wende wurde die Kapelle des Diakonissenheims neu eingerichtet (Zustand 2013)

- Diakonissen-Mutterhaus
- Waisenhaus
- KrankenhausNach der Wende wurde die Kapelle des Diakonissenheims neu eingerichtet (Zustand 2013)

### Diakonissen-Mutterhaus
Das Diakonissen-Mutterhaus sollte als Hauptgebäude auf der von der Gemeinde zu bestimmenden Parzelle parallel mit seiner Hauptfront zum Palisadenweg, als zweistöckiger Zweckbau, errichtet werden. Es sollen Wohnräume, mit Nebenräumlichkeiten für 35 Schwestern und 15 Pensionäre gestaltet werden. Außerdem sollte ein „in kirchlichem Stil“ gehaltener Betsaal (Kapelle), der für etwa 80 Personen Raum bietet, errichtet werden. Die Wirtschaftsräume (Küche, Waschküche etc.) werden im Untergeschoss (Souterrain) untergebracht.

### Waisenhaus
Das Waisenhaus kann direkt an das Mutterhaus angebaut werden, sollte jedoch parallel zum damaligen Kornhuber Weg (slow. Bradlianska ul.), also gegenüber dem Gaistor-Friedhof, ausgerichtet werden. Es soll ebenfalls als zweistöckiges Gebäude gestaltet werden und Schlaf-, Tages- und Nebenräumlichkeiten für 50 Waisenkinder (25 Knaben und 25 Mädchen) bieten.

### Krankenhaus
Das Krankenhaus sollte mit den beiden oben erwähnten Komplexen zwar in organischem Zusammenhang stehen, jedoch als alleinstehendes, einstöckiges Gebäude, parallel zum Vutkovich Weg (später Vegelin Weg, heute Partizánska ul.) errichtet werden. Es sollte eine Männer- und eine Frauenabteilung haben, wo jeweils 20 Kranke untergebracht werden konnten. Außerdem waren ein Operationssaal, Behandlungsräume, Laboratorium und andere Nebenräume vorgesehen.

## Planungsarbeiten, Baufertigstellung und Einweihung

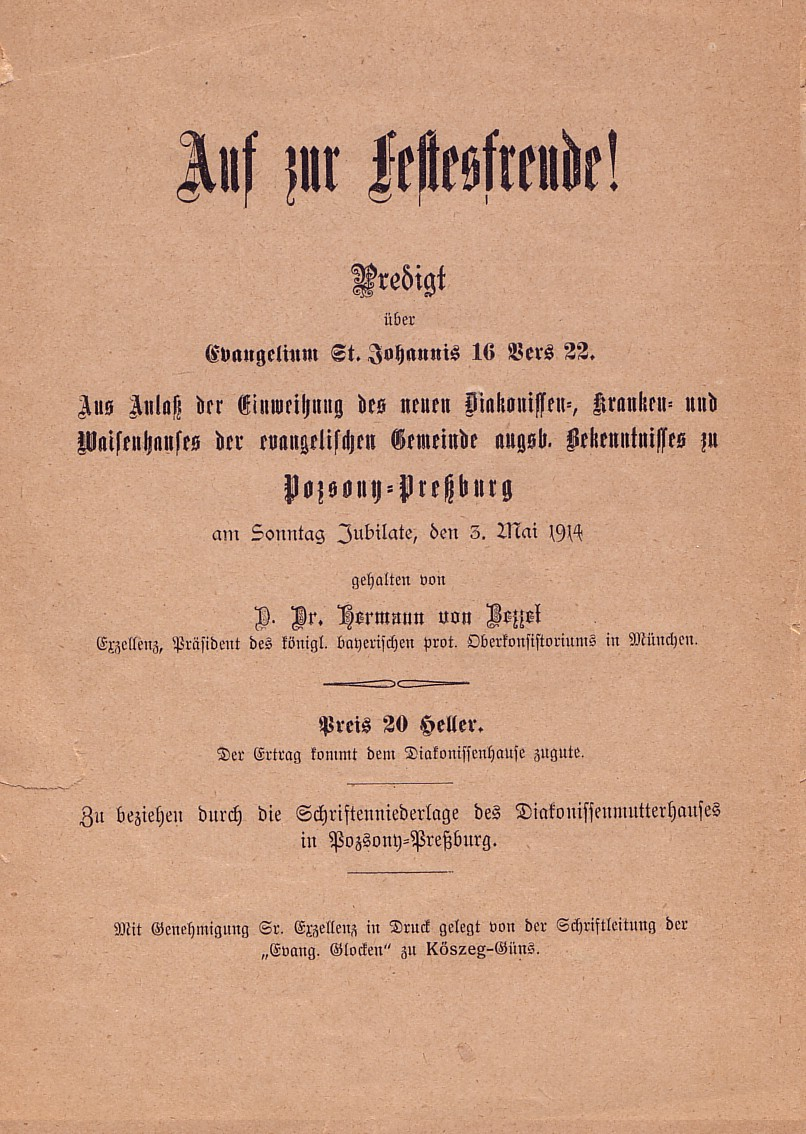
Festschrift zur Einweihung des Hauses vom 3. Mai 1914

Der Gebäudekomplex sollte in Hufeisenform gebaut werden, einen Hof umschließend, in dessen oberen Bereich ein Garten anzulegen sei. Die drei Einheiten des Gebäudekomplexes mussten den modernsten technischen Anforderungen genügen; in der Ausstattung waren bereits Aufzüge, Zentralheizung für alle Räume, sowie fließendes kaltes und warmes Wasser vorgesehen. Im Bauprogramm, welches die Grundlage der Ausschreibung bildete, waren alle erforderlichen Spezifikationen bis ins Detail vorgegeben und entsprechend beschrieben.
Für die Planung des Gebäudekomplexes wurde anhand der strengen von dem „Kirchengemeinde-Ausschuss zum Bau des Diakonissenheimes“ erstellten Vorgaben ein überregionaler öffentlicher Architekturwettbewerb ausgeschrieben, an dem sich 13 Architekturbüros aus dem gesamten Königreich Ungarn beteiligten. Die einzelnen Angebote wurden zum größten Teil anonym, nur unter Angabe eines Stichwortes, abgegeben.
Am 10. Mai 1911 fand im Gebäude des Ev. Lyzeums die Angebotseröffnung statt. Daran nahm ein siebenköpfiges – aus Kirchenvertretern, sowie entsprechenden Baufachleuten (u. a. A. Feigler) bestehendes – Gremium teil. Den Vorsitz führte der damalige Inspektor der Preßburger Evangelischen Kirchengemeinde, Matthias Dobrovits. Nach Auswertung der Angebote fand am 21. Mai 1911 eine zweite Sitzung statt, in welcher die einzelnen Angebote bewertet und das Submissionsergebnis bekannt gegeben wurde. Die ersten drei Arbeiten wurden auch finanziell prämiert und ausgezeichnet. Gemäß Protokoll des „Ausschusses zum Bau des Diakonissenhauses“ der Preßburger Ev. Kirchengemeinde war die Reihenfolge folgende:
- Den ersten Preis gewann der Architekt Gyula (Julius) Schmidt, Budapest, und erhielt eine Prämie von 1500 Kronen.
- Der zweite Preis ging an die Architekten János (Johann) Papp, Junior und Béla Heintz, Budapest, mit einer Prämie von 1000 Kronen
- Den dritten Preis mit einer Prämie von 500 Kronen erging an den Architekten Robert Fleischl, Budapest.

Mit der Planungsausführung wurde der erstplatzierte Architekt, Gyula Schmidt (1879–1915) beauftragt.
Die Baukosten für das Diakonissenheim wurden von Gyula Schmidt ursprünglich mit 470 000 Kronen veranschlagt. Wie sich später jedoch herausstellte, wurde diese Kostenschätzung weit überschritten, die tatsächlichen Kosten beliefen sich auf rund 750 000 Kronen, wovon ein großer Teil über Kredite der „Ersten Preßburger Sparkassa“ („Első Pozsonyi Takarékpénztár“) finanziert werden musste. Dafür erhielt die Evangelische Gemeinde von Preßburg ein mustergültiges Diakonissenheim, das seinesgleichen im gesamten damaligen Königreich Ungarn suchte. Es hatte Modellcharakter, von hier aus verbreitete sich die evangelische Diakonie nach ganz Altungarn.
Im Herbst 1912 erfolgte die feierliche Grundsteinlegung und sogleich wurde mit den Bauarbeiten begonnen. An der Bauausführung und Ausstattung des Gebäudes waren unzählige Firmen aus Ungarn, aber auch aus Österreich und Deutschland beteiligt. Die Beton- und Tiefbauarbeiten führte die renommierte Preßburger Firma „Pittel & Brausewetter“ (gegründet 1872) aus der Blumenthaler Gasse 13 durch. Die figurale Ausschmückung des Gebäudes (Reliefs über den Portalen etc.) gestaltete der bekannte Preßburger Bildhauer Alois Rigele.
Im Frühjahr 1914, noch vor Ausbruch des Ersten Weltkrieges, konnten die Bauarbeiten abgeschlossen werden. Am Sonntag Jubilate, dem 3. Mai 1914, erfolgte die feierliche Einweihung des Gebäudes. Der Tag begann mit drei Festgottesdiensten. Im deutschen Festgottesdienst in der großen Deutschen Evangelischen Kirche hielt der Präsident der Bayerischen lutherischen Landeskirche und ehemalige Rektor des Diakonissenmutterhauses von Neuendettelsau D. Dr. Hermann von Bezzel Die Festpredigt über Joh 16,22 . Im gleichzeitigen Festgottesdienst in der Kleinen Kirche auf der Nonnenbahn predigte der aus Békéscsaba (Komitat Békés) angereiste Pfarrer Ľudovít Žigmund Seberini – auch „Szeberényi“ (1859–1941) in slowakischer Sprache über Joh 13,34–36 .
In ungarischer Sprache predigte schließlich wieder in der Großen Kirche der evangelische Bischof des Kirchendistrikts für Transdanubien Ferenc Gyurátz (1841–1925) über Ps 118,24-25 . Die Festansprachen zur Schlüsselübergabe hielten Senior Carl Eugen Schmidt und der Bischof für Zisdanubien Friedrich Baltik (1834–1919), welcher anschließend auch die Weihe des Gebäudes vornahm.
Gleich nach dieser feierlichen Eröffnung bezogen Diakonissen das neue Gebäude und machten sich mit Freuden an die Arbeit. Diese Freude währte leider nicht lange, da nur zwei Monate nach der Öffnung des neuen Hauses, bereits der Erste Weltkrieg ausbrach. Aufgrund dieser Ereignisse wurde die wirtschaftliche Lage auch im Diakonissenheim immer schwieriger, die Lebensmittel knapper und vor allem teurer. Aber es fanden sich immer wieder Spender, welche die Anstalt finanziell und materiell unterstützten. Bald nach Eröffnung der Kriegshandlungen war nicht nur das Krankenhaus, sondern auch das Mutterhaus mit Kranken und Verwundeten überfüllt. Das Mutterhaus stellte sofort 10 Diakonissen für die Pflege von Verwundeten dem Roten Kreuz zur Verfügung. Dieser klägliche Zustand hielt bis zum Zusammenbruch der Donaumonarchie im Jahre 1918 an.

## Die Situation zwischen den beiden Weltkriegen
Nach der Zerschlagung Österreich-Ungarns und der Proklamation der ersten Tschechoslowakei kamen schwere Zeiten auf die Diakonissenanstalt zu. Nicht nur die Gemeinde, sondern auch die Wohltätigkeitsanstalten hatten mit nicht nur wirtschaftlichen, sondern auch politischen Schwierigkeiten zu kämpfen. Der neu gegründete Staat beabsichtigte, das Mutterhaus am Palisadenweg zu requirieren, um darin die Direktion der (erst zu gründenden) Staatsbahnen einzurichten. Dieser Diskurs zog sich bis zum Spätjahr 1920 hin, als es der Evangelischen Gemeinde A. B. unter äußerster Anstrengung endlich gelang, diese Gefahr abzuwenden.
Nach dem Zusammenbruch der Donaumonarchie hörte auch die alte Ungarländische Evangelische Kirche A. B. zu existieren auf. Für die Preßburger Lutheraner hatte diese Tatsache schwerwiegende Auswirkungen. Im Jahre 1919 ordnete Vavro Šrobár, der Leiter des „Ministeriums mit Vollmacht für die Verwaltung der Slowakei“, die Gründung eines Generalkirchenrates (slow. „Generálna rada“) an, der die Geschicke der Kirche lenkte. Es wurden zwei Distrikte (Kirchenbezirke für die Ost- und Westslowakei) gebildet, an deren Spitze jeweils ein Bischof stand. Die Verantwortlichen der Deutschen Preßburger Gemeinde erfuhren diese Tatsache aus der Zeitung. Außerdem wurde das Amt eines Generalbischofs geschaffen, der das Kirchenleben in der gesamten Slowakei leiten sollte. Diese Einteilung wurde im Jahre 1921 durch die Generalsynode von Trentschin Teplitz (slow. Trenčianske Teplice) bestätigt und besteht bis in die Gegenwart.
→ siehe hierzu den Artikel Deutsche Evangelische Kirchengemeinde A.B. zu Preßburg
Die zahlenmäßig starken deutschen Lutheraner Preßburgs konnten sich mit dieser neuen Situation nicht abfinden, auf der Synode von Trentschin Teplitz verlangten die deutschen und ungarischen Synodalen unter Leitung von Pfarrer Schmidt die Gründung eines eigenständigen Kirchenbezirkes. Vor allem befürchteten sie, dass sie von den Slowaken in einer gemeinsamen Gemeinde mit der Zeit majorisiert würden. Dieser Antrag wurde jedoch auf der Synode vorerst abgelehnt. Da eine Trennung ohne Teilung des sich überwiegend in deutschen Händen befindenden Kirchenvermögens nicht durchführbar schien, kam es zu erheblichen vermögensrechtlichen Spannungen. Letztlich konnte doch noch eine für beide Seiten befriedigende Lösung erzielt werden. Im Jahre 1923 wurden die beiden bisherigen Preßburger Seniorate (Stadt und Land) aufgelöst und ein neues Deutsches (mit ungarischer Minderheit), sowie ein neues Slowakisches Seniorat gebildet. Das Kirchenvermögen wurde entsprechend aufgeteilt. Die Liebesanstalten der Gemeinde und somit auch das Diakonissenheim verblieben jedoch auch weiterhin (bis 1945) im Eigentum der Deutschen Evangelischen Kirchengemeinde A. B. Preßburgs. Im selben Jahr konnte auf Anregung von Pfarrer Schmidt der Deutsche Pfarrverein gegründet werden, der allen deutschsprachigen Pfarrern in der Slowakei offenstand.
Nachdem der bisherige Direktor des Krankenhauses Hofrat Adalbert Tauscher gestorben war, wurde der bekannte Chirurg Gustav Szamak an das Institut berufen. Szamak war ab 1920 zuerst Leiter der neu gegründeten chirurgischen Abteilung und später auch Chefarzt des gesamten Krankenhauses.
Die Arbeit der Diakonissen blühte wieder auf; im Jahre 1930 zählte das Mutterhaus 58 Schwestern (46 eingesegnete Schwestern, drei Schwestern zur Probe, fünf Novizinnen und vier Hilfsschwestern). Viele von ihnen arbeiteten auch außerhalb des Mutterhauses in den verschiedensten Vierteln von Preßburg, manche wurden auch an weiter entlegene Ortschaften der Slowakei entsandt.
Im Jahre 1930 wurde für die Diakonie in Preßburg eine neue Satzung geschaffen. Die oberste Leitung bestand aus einem 24 Mitglieder zählenden Aufsichtsrat, in dem neuerdings auch Frauen vertreten waren. Die geistliche Leitung des Mutterhauses oblag jedoch auch weiterhin dem Senior der Preßburger Kirchengemeinde Carl Eugen Schmidt.
Durch die Kriegsergebnisse bedingt konnte das Preßburger Mutterhaus die Kontakte zu den – außerhalb der Grenzen der Tschechoslowakei – liegenden Partnerhäusern (insbesondere Ungarns) nicht mehr in gewohnter Weise aufrechterhalten. Im Jahre 1935 feierte das Diakonissenmutterhaus in ungarischen Raab (ung. Győr) das fünfundzwanzigjährige Gründungsjubiläum. Von der Preßburger Gemeinde konnte daran Pfarrer Heinrich Pröhle sowie die Oberin Mathilde Billnitzer teilnehmen, um die Grüße der Preßburger Gemeinde zu überbringen. Das Preßburger Mutterhaus ist es gewesen, das im Jahre 1910 durch Entsendung von zwei Schwestern (der späteren Oberin Etelka Huber und Auguste Frühwirt) bei der Gründung des Diakonissenheimes, das den Namen „Szeretetház“ (dt. „Haus der christlichen Liebe“) führte, „Geburtshilfe“ leistete.
Am 8. Dezember 1935 konnte das slowakische Diakonissenmutterhaus „Betánia“ in Liptau St. Nikolaus (slow. Liptovský Svätý Mikuláš) feierlich eröffnet werden. Erste Oberin wurde die Slowakin Zuzana Matheidesz-ová (1879–1960), die seit 1903 im deutschen Preßburger Mutterhaus ausgebildet und daselbst 1910 auch als Diakonisse eingesegnet wurde. Auch bei der Ausbildung zahlreicher anderer slowakischer Diakonissen, die später in den verschiedensten Regionen der Slowakei tätig waren, leistete das Preßburger Diakonissenheim Aufbauhilfe.
Zum Ende der 1930er Jahre erwies sich die Preßburger Diakonissenanstalt als zu klein. Daher entschloss sich die Kirchengemeinde das Mutterhaus um ein Stockwerk zu erhöhen; hier sollten die alten Schwestern untergebracht werden, die sich bereits im Ruhestand befanden. Mit dem Aufbau wurden der Architekt Christian Ludwig und der Baumeister Stefan Elefánty beauftragt. Am 29. Mai 1939 weihte der geistliche Anstaltsleiter, Altsenior Carl Eugen Schmidt in Rahmen einer Feierstunde den neuen Aufbau. Zu dieser Zeit beherbergte das Preßburger Mutterhaus etwa 60 Schwestern.
Am Vorabend des Zweiten Weltkrieges und vermutlich unter dem Einfluss der europaweiten Dominanz des Dritten Reiches wollten die in der Slowakei lebenden deutschen Lutheraner einen lange gehegten Wunsch verwirklichen. Sie beantragten die Entlassung aus dem Verbund der Slowakischen Evangelischen Kirche A. B. Am 14. Juni 1939 wurde auf der Synode in Liptau St. Nikolaus das „Trennungsgesetz“ beschlossen, nach welchem alle Lutheraner deutscher Zunge aus der alten Landeskirche ausschieden. Ziel war die Gründung einer autarken, selbständigen Deutschen Evangelischen Kirche A. B. in der Slowakei, welche alle deutschen Gemeinden unter einem Dach vereinen sollte. Mit Hilfe der amtierenden deutschen Kirchenbehörden wurde eine entsprechende Kirchenverfassung ausgearbeitet, die im Jahre 1939 von zwei Kirchensynoden in Kesmark (slow. Kežmarok) angenommen und (später) von der slowakischen Regierung auch genehmigt wurde. Ein Festgottesdienst am 27. Juni 1939 in der Kesmarker Holzkirche, bei welchem der Leiter des Außenamtes der Deutschen Evangelischen Kirche, Bischof Theodor Heckel aus Berlin, die Festpredigt hielt, war die Krönung dieser Selbständigkeitsbestrebungen. Mit diesem Akt entstand auf dem Gebiet der Slowakei eine selbständige Deutsche Evangelische Kirche A. B.

## Der Zweite Weltkrieg und die Zeit danach
Trotz der Ereignisse des Zweiten Weltkrieges herrschten in der Slowakei bis zum Jahre 1944 ziemlich ruhige Verhältnisse. Ein großer Teil der Slowaken empfand die neue Selbständigkeit des Staates, auch wenn dieser unter der Macht Hitlerdeutschlands stand, als durchaus etwas Positives. Viele sahen darin die Erfüllung Jahrhunderte alter Sehnsüchte nach nationaler Selbständigkeit der Slowaken. Von dieser relativen Ruhe profitierten natürlich auch die in der Slowakei ansässigen Deutschen. Die Verhältnisse änderten sich erst nach dem Aufstand im Jahre 1944 und noch mehr zum Kriegsende 1945.
Nach dem Ende des Zweiten Weltkrieges wurden mit der Tschechoslowakischen Republik die politischen Vorkriegsverhältnisse wieder hergestellt. Bereits am 4. April 1945 konstituierte sich in Košice die aus Exilpolitikern bestehende neue Regierung. Am 5. April 1945 wurde das sog. „Regierungsprogramm von Košice“ (slow. „Košický vládny program“) erlassen, in welchem sich bereits die Leitlinien der zukünftigen Politik, sowie der zukünftige Umgang mit der deutschen Volksminderheit in der Tschechoslowakei abzeichnete. Schon am 3. August 1945 wurde auf Beschluss des Slowakischen Nationalrates (1943–1992; slow. Slovenská národná rada) das „Trennungsgesetz“ aus dem Jahre 1939 annulliert. Die Eigenständigkeit der Deutschen Evangelischen Kirche A.B. in der Slowakei zerfiel nach sechs Jahren Tätigkeit. Damit war die Lage, wie sie vor dem Jahr 1939 bestanden hatte, wieder hergestellt. Die deutschen Kirchen und das gesamte Kirchenvermögen geriet unter die Verwaltungshoheit der Slowakischen Evangelischen Kirche A. B. Von dieser Regelung war auch das Preßburger Mutterhaus betroffen.
Viele Deutsche flüchteten nach dem Westen, noch bevor die Rote Armee Bratislava besetzte (oder sie wurden anhand der Beneš-Dekrete später vertrieben). Unter den Flüchtenden waren auch zahlreiche deutsche Diakonissen, die sich wieder nach dem österreichischen Gallneukirchen auf den Weg machten. Ein großer Teil, vor allem der älteren Schwestern, verblieb jedoch auch weiterhin im Preßburger Diakonissenheim. Hier wurde auch der ehemalige Leiter der Anstalt Carl Eugen Schmidt bis zu seinem Tode im Jahre 1948 betreut. Pfarrer D. Heinrich Pröhle fand gleichwohl hier ein neues Zuhause. Mathilde Billnitzer wurde gezwungen, ihre Position als Oberin der Anstalt aufzugeben. Aus dem Mutterhaus in Liptau St. Nikolaus wurden fünf slowakische Diakonissen unter der Leitung von Zuzana Matheidesz-ová (der letzten Oberin der Anstalt) nach Preßburg beordert, um im hiesigen Mutterhaus das Regiment zu übernehmen. Der über viele Jahre hindurch bewährte und äußerst beliebte Chefarzt der Klinik des Diakonissenhauses Dr. Gustav Szamak wurde 1946 ohne Angabe von Gründen fristlos entlassen, sein Vermögen requiriert, seine Villa oberhalb des Diakonissenheims (am Wegelin Weg) verstaatlicht. Trotz dieser Zäsur konnte das Krankenhaus bis zum Jahre 1948 relativ ungestört weiter arbeiten; acht Ärzte und sechzehn Diakonissen waren in diesem Zeitraum hier noch tätig. Mit der geistlichen Leitung des Hauses wurde der slowakische Pfarrer Ondrej Bartko betraut.

## Die Zeit der kommunistischen Herrschaft
Im Februar 1948 kamen in der Tschechoslowakei die Kommunisten an die Macht. Damit begannen auch die Verfolgungen und Drangsalierungen der christlichen Kirchen. Anhand des Gesetzes Nr. 185/1948 aus dem Jahre 1948 erging ein Erlass des Innenministeriums, welcher anordnete, dass ab 1. Januar 1949 das Preßburger Diakonische Krankenhaus zu verstaatlichen sei. Obzwar sich das Gesetz ursprünglich nur auf den Klinikbetrieb bezog, der nur etwa ein Viertel der Gesamtgebäudefläche ausmachte, beabsichtigte der nun kommunistische Staat de facto das gesamte Objekt zu verstaatlichen. Mit der Wegnahme des Krankenhauses begann der sich über mehrere Jahre hinziehende Kampf der Kirche gegen die Verstaatlichung ihrer Einrichtungen. Die Evangelische Kirche versuchte auch auf gerichtlichem Wege ihre Einrichtungen vor dem Zugriff des Staates zu schützen, jedoch vergeblich. Die Klagen wurden vom Gericht abgewiesen. Es wurde angeordnet, das komplette Gebäude dem Staat zu übergeben. Als erster Termin der Übernahme wurde der 7. März 1950 festgelegt. Einen Tag davor ordnete der damalige Generalbischof der Slowakischen Evangelischen Kirche A. B. Vladimír Pavol Čobrda (1880–1967) an, dass seitens der Kirche bei der Übergabe kein Vertreter anwesend sein sollte. Dadurch konnte das Gebäude von der staatlichen Kommission nicht im Besitz genommen werden. Die Übernahme verzögerte sich nochmals um ein ganzes Jahr. Čobrda, ein aufrechter und integrer Mann der Kirche, wurde wegen seiner Haltung scharf kritisiert und 1951 gezwungen, sein Amt als Generalbischof niederzulegen. Bei den Kommunisten fiel er in Ungnade, wurde drangsaliert und endete später im Gefängnis. Die Gesundheitsbehörde ordnete am 21. Februar 1951 an, dass das Haus unverzüglich zu räumen und am 5. März 1951 endgültig an den Staat zu übergeben sei. Damit war das Schicksal des Preßburger Diakonissenheimes besiegelt.
Der Prozess der endgültigen Liquidierung der Diakonie hatte eingesetzt. Die Kommunisten beriefen sich auf ein weiteres, noch aus dem Jahre 1948 stammendes Gesetz, welches die zwangsweise Auflösung aller Verbände, d. h. auch des Verbandes der Slowakischen Evangelischen Diakonie, anordnete. In diesem Zeitraum verlor die Slowakische Evangelische Kirche A. B. alle diakonischen Einrichtungen nicht nur in Preßburg, sondern auf dem Gebiet der gesamten Slowakei. Die Diakonissen wurden gezwungen ihre Tracht abzulegen, wenn sie es – unter dem Eindruck des schrecklichen Schicksals der katholischen Ordensschwestern – nicht bereits freiwillig getan haben. Wenn sie ihren Broterwerb behalten wollten, mussten sie einem „freiwilligen“ Übertritt in den Zivildienst zustimmen.
Die in Preßburg verbliebenen deutschen Diakonissen, überwiegend ältere Schwestern, fanden in dem – noch vom Superintendent Ludwig Geduly im Jahre 1885 gestifteten – „Evangelischen Versorgungshaus“ (Altenheim) in der Josephigasse (slow. Jozefská ul.) Unterschlupf. Hier fristeten diese altgedienten Diakonissen die letzten Tage ihres Lebens. Auch die ehemalige, inzwischen fast 80-jährige Oberin des Diakonissenheimes, Mathilde Billnitzer kam in diesem Heim unter.

## Neuanfang nach der Wende 1989
Der Untergang der kommunistischen Regime in Ostmitteleuropa und die Wiedervereinigung Deutschlands zum Ende der 1980er Jahre bedeuteten auch für die Evangelische Kirche A. B. und die slowakische Diakonie wieder einen Neuanfang. Im Sinne des Gesetzes 108/1991 der Gesetzessammlung und der Verfassungsbeschlüsse der Evangelischen Kirche A.B. in der Slowakei wurde zum 30. November 1991 die Evangelische Diakonie als Zweckeinrichtung der Evangelischen Kirche A. B. als juristische Person (neu) geschaffen. Das Diakonissenheim in Preßburg wurde – in einem total desolaten Zustand – von der Slowakischen Evangelischen Kirche A. B. wieder in Besitz genommen. Unter dem Motto „Der Tradition geben wir Sinn und Würde zurück“ soll es zu einem „Evangelischen Haus der Seelsorge“ neu ausgebaut werden. Die Kapelle des Diakonissenheimes konnte bereits im Frühjahr 2007, nach 56 Jahren Zweckentfremdung, wieder rekonstruiert und neu eingeweiht werden.
Eine herausragende Rolle beim Wiederaufleben der Evangelischen Diakonie in der Slowakei spielten auch Diakonissen aus Deutschland. Die Schwestern Barbara Haug, Marie-Luise Rieger, Helene Brändle und die Krankenschwester Anne-Rose Schwarz leisteten aufopfernde Dienste bei der Wiederbelebung der diakonischen Arbeit. Unermüdlich besuchten sie einzelne evangelische Gemeinden in der gesamten Slowakei und ermunterten und motivierten die Gläubigen zum Dienst am Nächsten.